# Stazione di Umbertide
La stazione di Umbertide è una stazione ferroviaria, a servizio della cittadina di Umbertide.
La gestione degli impianti è affidata a Rete Ferroviaria Italiana, e il servizio viaggiatori a Trenitalia. 

## Storia
La stazione aprì nel 1886 per la tratta Umbertide-Città di Castello della linea Arezzo-Fossato di Vico, dismessa nel 1945, e nel 1915 per la tratta Umbertide-Perugia-Terni della Ferrovia Centrale Umbra.
Dal 25 dicembre 2017 al 25 ottobre 2018 la stazione è stata chiusa in attesa dei lavori di manutenzione di impianti e sostituzione dei binari.

## Strutture e impianti
Il fabbricato viaggiatori si sviluppa su due livelli di cui solo il piano terra è accessibile da parte dei viaggiatori, la stazione è dotata dal 1996 di sottopassi pedonali.
Il piazzale comprende tre binari passeggeri più altri tre di manovra.

## Servizi
La stazione offre i seguenti servizi:
- Biglietteria a sportello
- Sala di attesa
- Servizi igienici
- Bar
- Sottopassaggio
- Linea di interscambio